# Musée Reza-Abbasi
Pour les articles homonymes, voir Abbasi (homonymie).
Le musée Reza-Abbassi (en persan : موزه رضا عباسی ) est un musée situé à Téhéran, dans le quartier de Seyed Khandan. Il doit son nom au fameux miniaturiste de l'époque safavide, Reza Abbassi.

## Historique
Le musée Reza-Abbassi a été officiellement inauguré en 1977 par l'impératrice Farah, mais il ferme en pleine période de troubles prérévolutionnaires en novembre 1978. Il rouvre un an plus tard en 1979, avec quelques transformations intérieures dans la décoration et l'agrandissement de l'espace d'exposition. Le musée ferme à nouveau en 1984 pendant une année à cause de difficultés internes. Il rouvre la cinquième fois en février 2000 après avoir été restauré. Il est aujourd'hui administré par l'Organisation iranienne du patrimoine culturel, de l’artisanat et du tourisme d'Iran,.

## Collections
Les collections du musée comprennent des objets provenant du deuxième millénaire av. J.-C., jusqu'au début du XXe siècle et sont disposés chronologiquement. Un grand nombre de pièces exposées sont des artefacts d'argile cuite, de métal et de pierre datant de la préhistoire, ainsi que des objets de poterie, de métal, de textile, de peinture laquée, de manuscrits et de joaillerie datant des périodes préislamique et islamique.

## Bibliothèque
La bibliothèque possède plus de dix mille ouvrages en persan, français, anglais et allemand à propos de l'histoire de l'art de la Perse et de l'Iran, de l'archéologie et de la peinture classique, ainsi que des œuvres conservées au musée.

## Département d'édition
Le département d'édition publie régulièrement des ouvrages concernant l'art et les collections iraniennes.

## Cours
Le musée organise des cours de dessin, de calligraphie, d'aquarelle et de peinture à l'huile.

## La collection de pièces d'argent

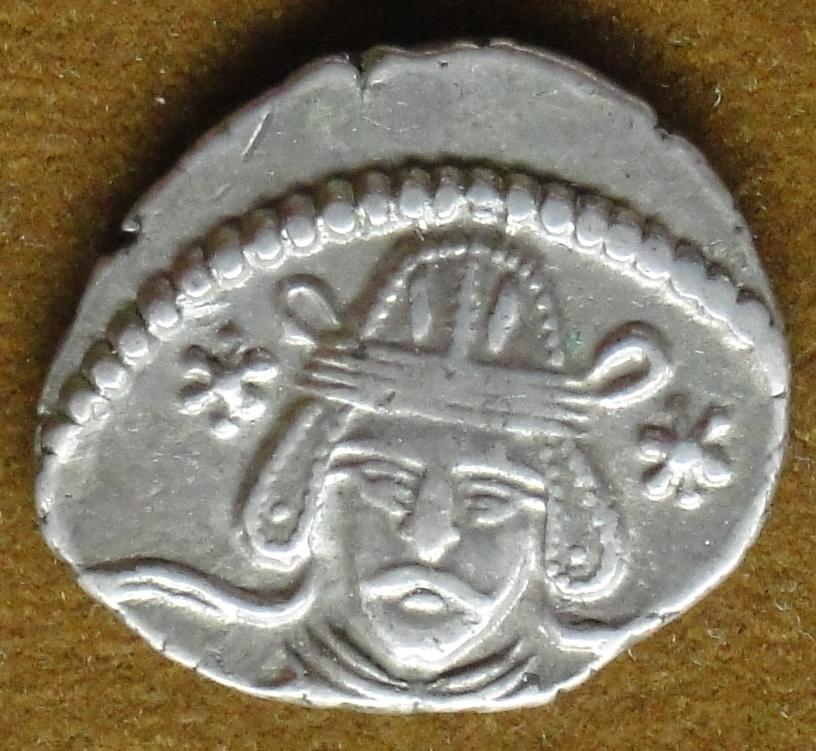
Vonones II
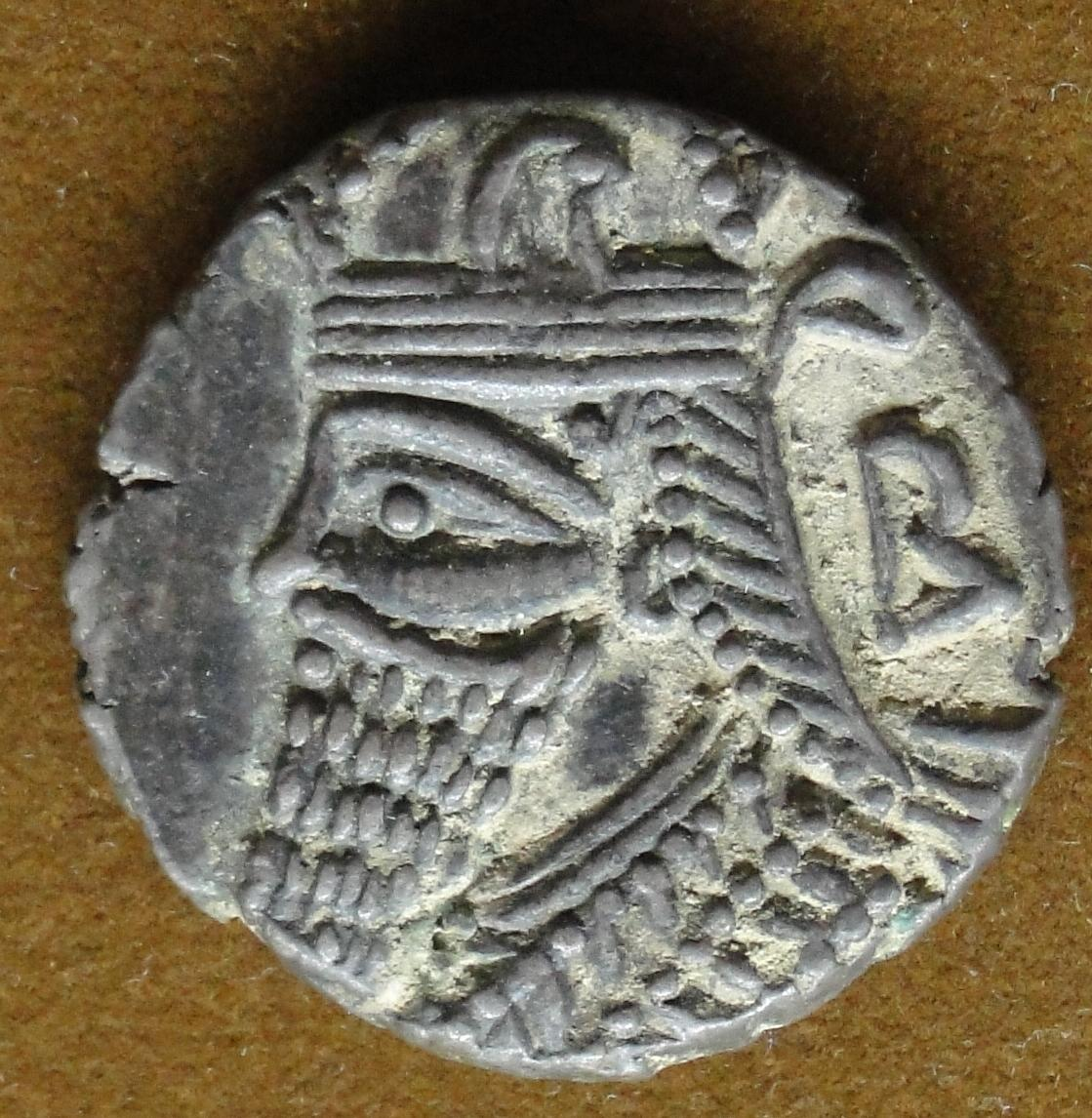
Vologases V
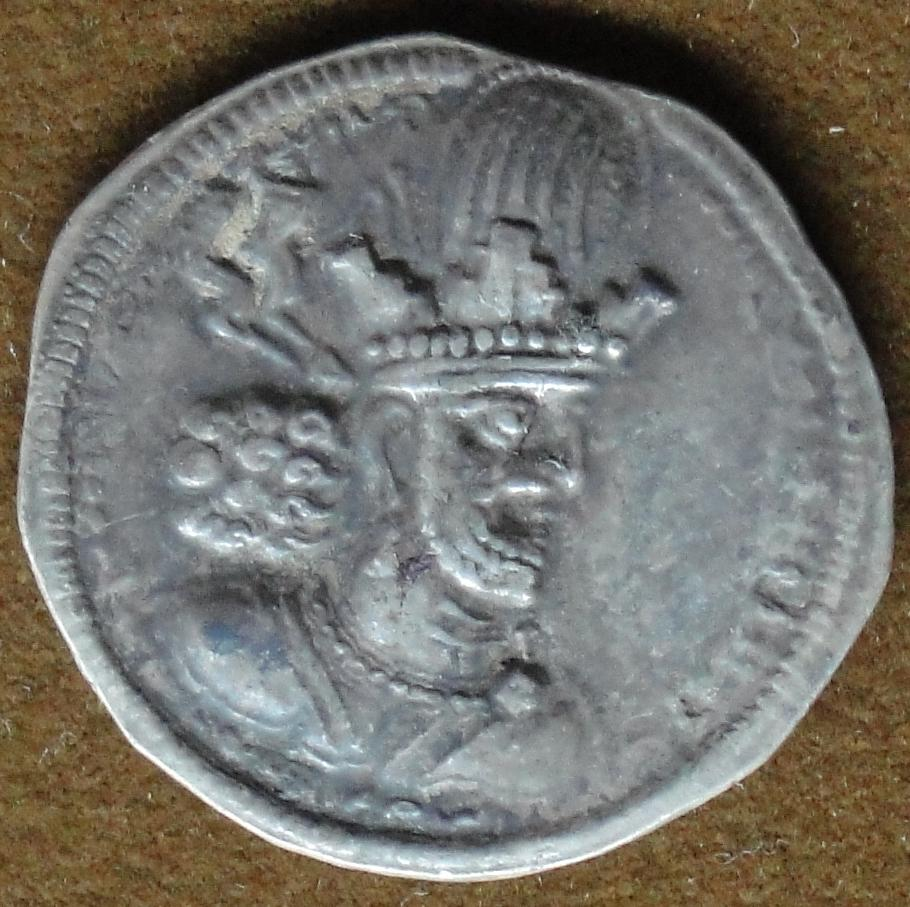
Chapour II
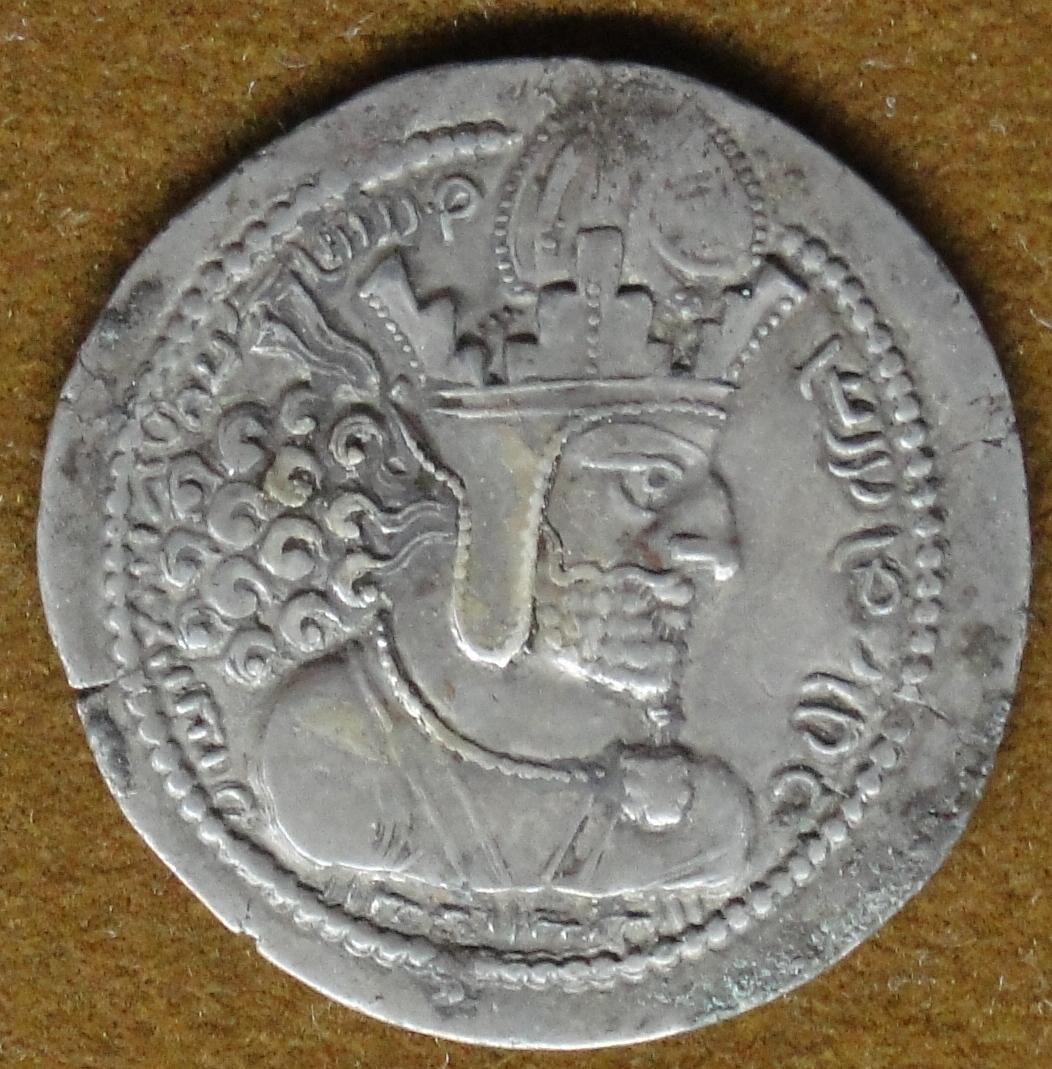
Chapour Ier
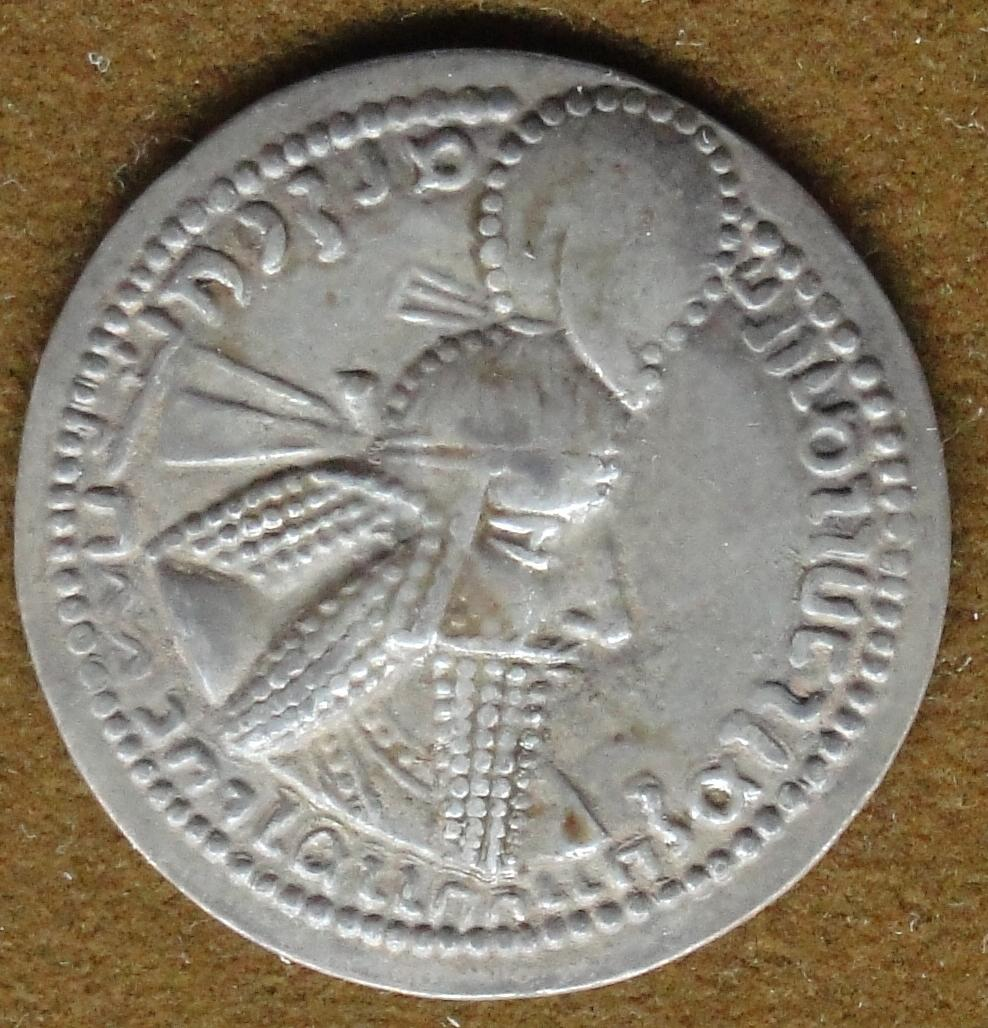
Ardachir Ier
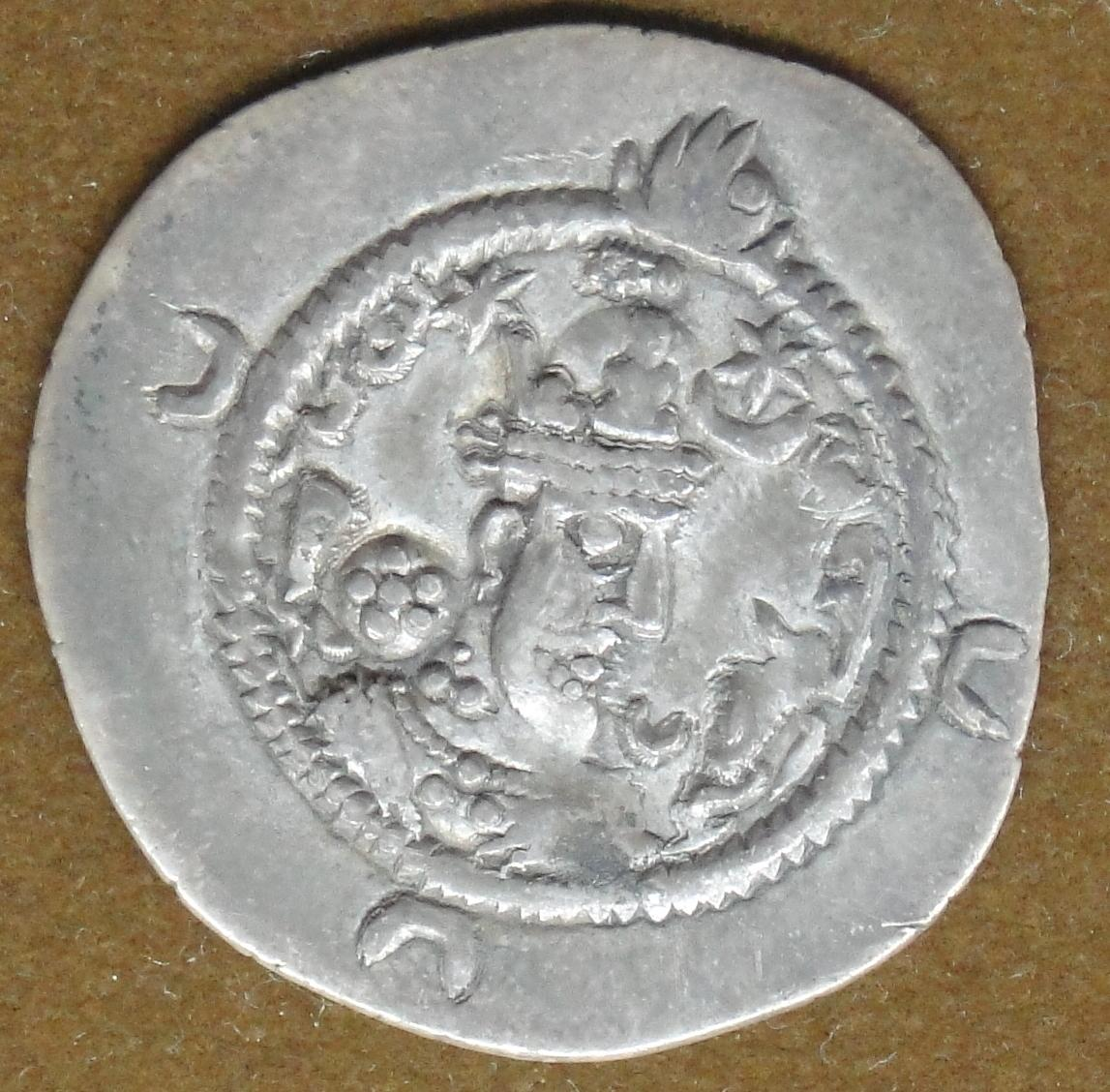
Ardachir III
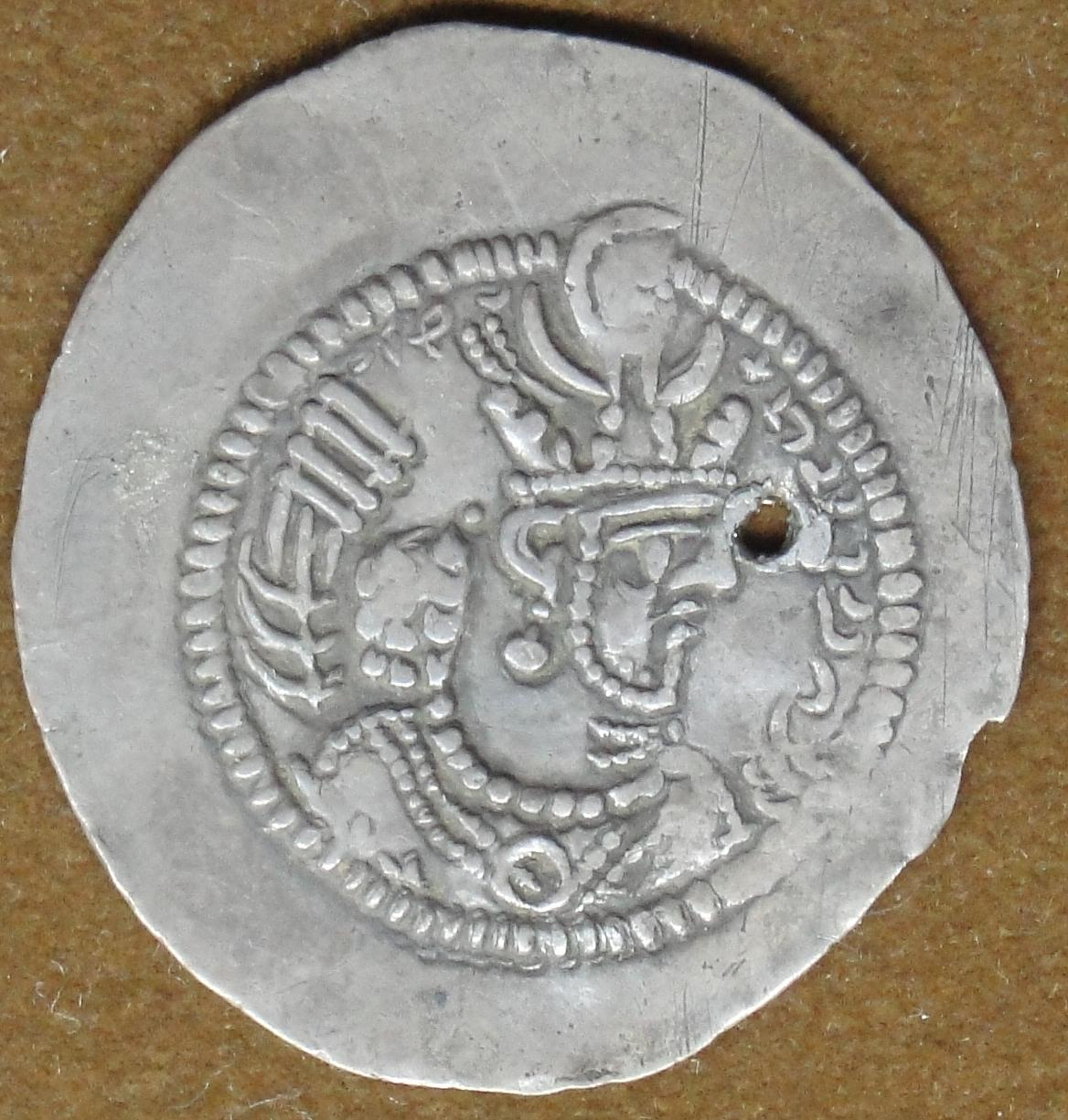
Bahram V
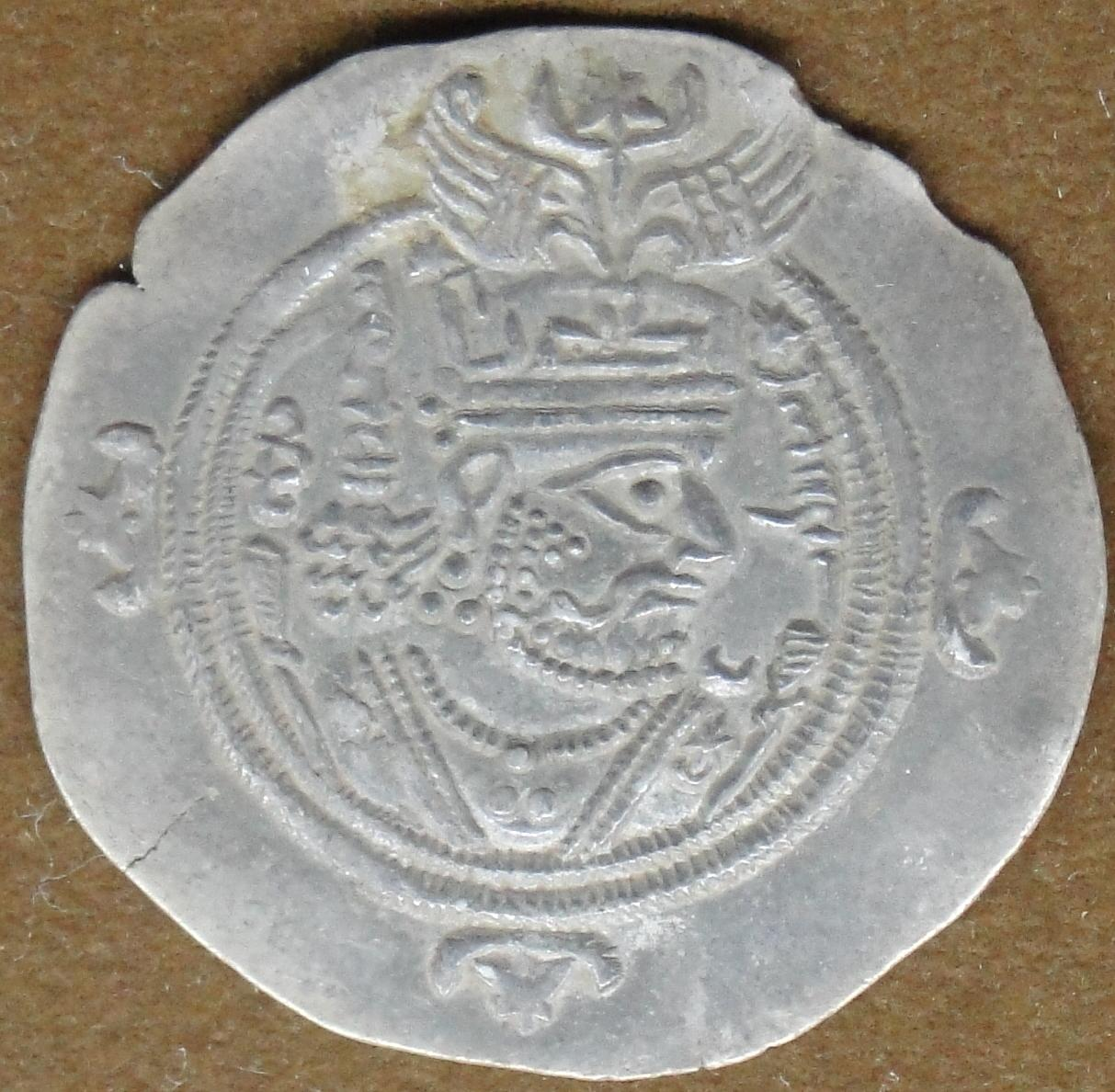
Hormizd IV
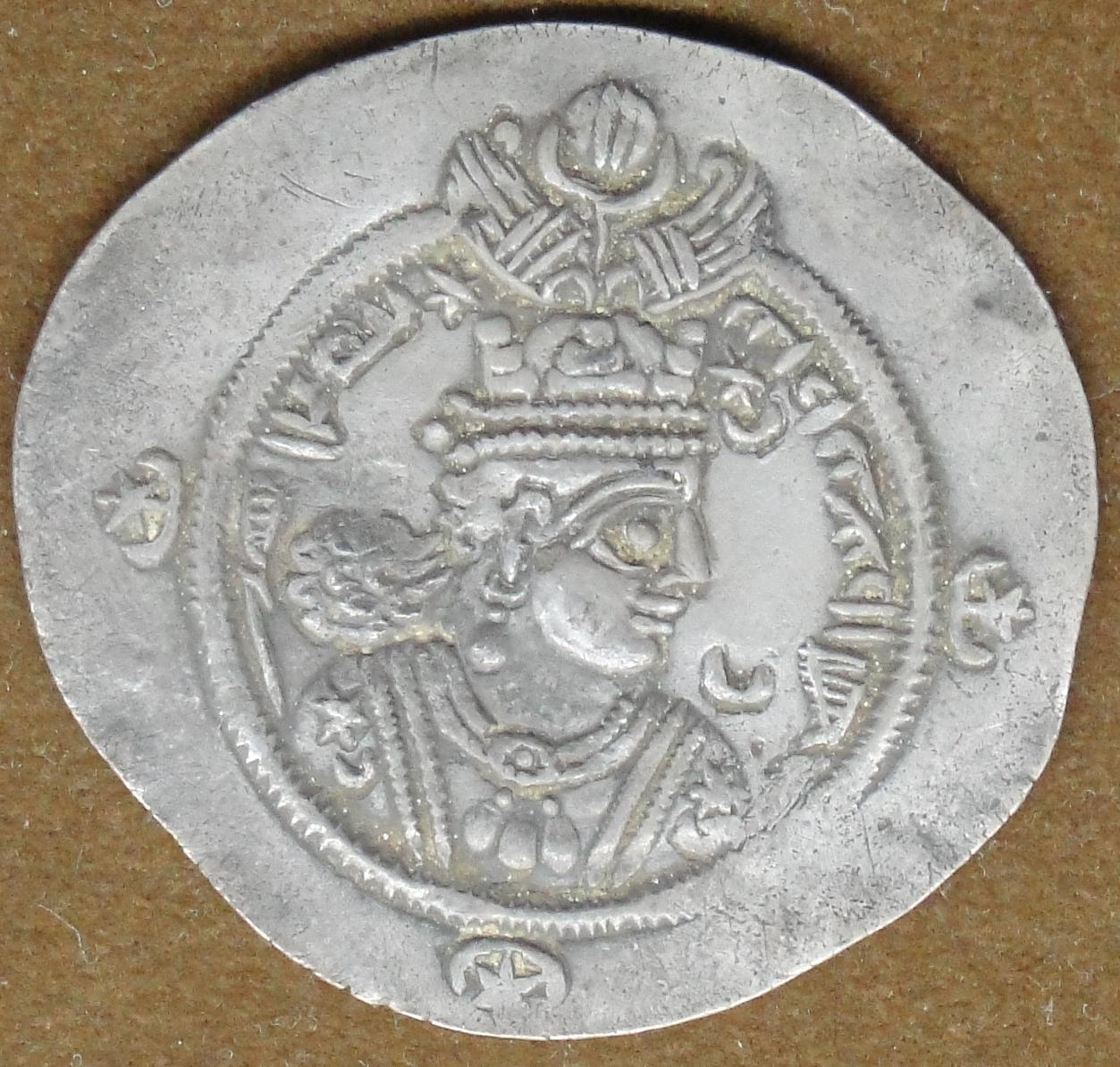
Chosroès
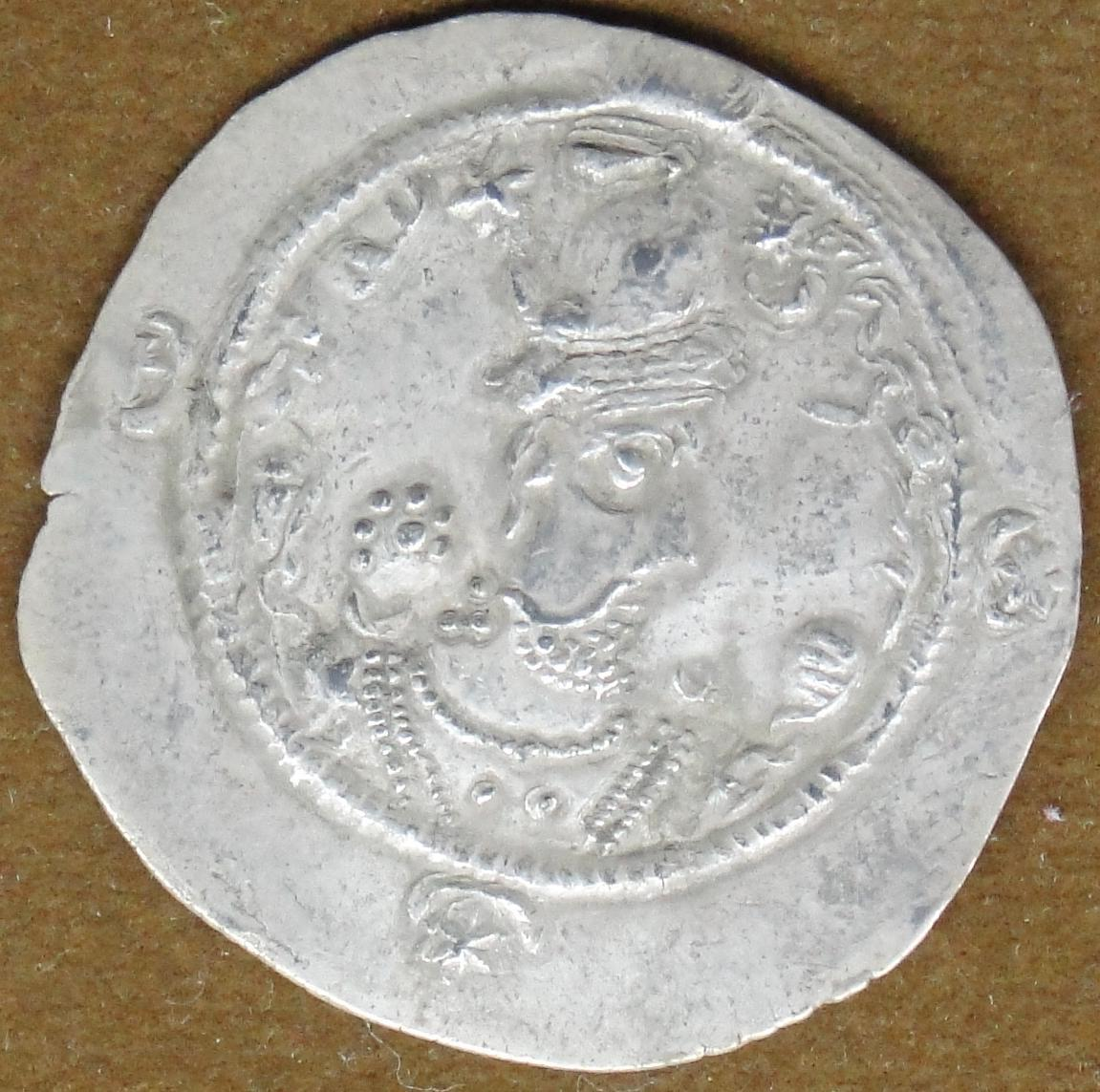
Chosroès II